# Castletown (Staffordshire)
Castletown – osada w Anglii, w Staffordshire. Leży 1 km od miasta Stafford, 22,8 km od miasta Stoke-on-Trent i 200,5 km od Londynu. W latach 1887 osada liczyła 1400 mieszkańców.